# El nostre planeta
El nostre planeta (títol original en anglès, Our Planet) és una sèrie de televisió documental britànica produïda per a Netflix. La sèrie està narrada originalment per David Attenborough i produïda per Silverback Films i liderada per Alastair Fothergill i Keith Scholey, que també van crear les sèries documentals de la BBC Planet Earth, Frozen Planet i The Blue Planet, en col·laboració amb l'organització benèfica de conservació Fons Mundial per la Natura. La banda sonora va ser composta per Steven Price. S'ha subtitulat al català.
La sèrie se centra en la vida salvatge i les meravelles naturals de vuit ecosistemes diferents, i s'ha valorat per centrar-se més en l'impacte dels humans en el medi ambient del que ho havien fet els documentals tradicionals sobre la natura, centrats en com el canvi climàtic afecta totes les criatures vives. És el primer documental de natura encarregat per Netflix. Tots els episodis de la primera temporada es van publicar el 5 d'abril de 2019. El 2 d'agost de 2019 es va publicar un documental entre bastidors a Netflix. La plataforma va informar que esperava que 25 milions de llars veiessin la sèrie durant el seu primer mes de llançament. Més tard es va informar que 100 milions de llars havien vist la sèrie fins al març de 2021.
El 14 de juny de 2023 es va estrenar una segona temporada.